# Ceropegia teniana
Ceropegia teniana är en oleanderväxtart som beskrevs av Handel-mazzetti. Ceropegia teniana ingår i släktet Ceropegia och familjen oleanderväxter. Inga underarter finns listade i Catalogue of Life.